# Công viên quốc gia Andohahela
Công viên quốc gia Andohahela, nằm ở phía đông nam Madagascar. Công viên bao phủ diện tích 760 kilômét vuông (290 dặm vuông Anh) thuộc rặng núi Anosy, mũi núi cực nam cao nguyên Madagascar. Những ngọn núi tạo thành rào cản tự nhiên để gió mậu dịch ẩm thổi từ phía đông, tạo nên lượng mưa 1.500–2.000 milimét (59–79 in) mỗi năm ở phía đông chu cấp cho một trong số ít rừng nhiệt đới phía nam của vùng nhiệt đới nam chí tuyến. Ở rìa phía tây công viên, lượng mưa chỉ đạt 600–700 milimét (24–28 in) mỗi năm, đặc điểm thảm thực vật tại dây là rừng gai khô miền nam Madagascar. Trong phạm vi giữa hai thái cực khí hậu là một khu rừng chuyển tiếp độc đáo được gọi là quá trình chuyển đổi Ranopiso, đặc trưng bởi loài cọ tam giác đặc hữu địa phương, Dypsis decaryi.